# Bonifazio Rangoni

Stemma dei Rangoni.

Bonifazio Rangoni (14 maggio 1633 – 22 aprile 1696) è stato un politico italiano e marchese di Castelvetro.

## Biografia
Era figlio di Fortunato Rangoni (1607-1665) e di Ottavia Gonzaga (?-1681) di Novellara.
Nel 1667 ottenne l'onorificenza di cavaliere dell'Ordine militare del Sangue di Gesù Cristo e fu governatore di Carpi nel 1678. Venne nominato capitano delle guardie del corpo del duca di Modena Francesco II d'Este, per conto del quale si recò nel 1688 a Londra per congratularsi con il re d'Inghilterra Giacomo II per la nascita del figlio Giacomo Francesco, principe di Galles. Bonifazio assistette alla cacciata del re Giacomo II da parte di Guglielmo d'Orange. Fu eletto governatore di Reggio e, alla morte della moglie Maria Camilla nel 1694, si fece ecclesiastico.
Morì nel 1696.

## Discendenza
Bonifazio sposò nel 1656 Maria Camilla Gonzaga (1637-1694), figlia di Niccolò Gonzaga principe di Vescovato ed ebbero dieci figli:
- Taddeo (1669-?), militare
- Luigia (1664-1739), sposò Muzio Spada di Faenza
- Ottavio (1673-?), militare e quindi religioso
- Nicola (1670-1733), sposò Monica Rangoni
- Aurelia (1671-1721), monaca
- Teodoro (1675-1708), religioso
- Fortunato I (1668-1678)
- Maria (1674-?), sposò Raimondo Montecuccoli
- Ottavia (1678-1735), sposò Filippo Pepoli di Bologna
- Fortunato II (1681-1720), militare